# Josefin Johansson
Josefin Johansson (17 marzo 1988) è una calciatrice svedese, centrocampista e capitano del Piteå IF.
Campione di Svezia con il Piteå nel 2018, squadra con la quale ha marcato 100 presenze durante il campionato 2016, ha inoltre vestito la maglia della nazionale del suo paese a tutti i livelli, dalle giovanili arrivando alla nazionale maggiore nel 2014, venendo inserita in rosa per l'Europeo dei Paesi Bassi 2017 e marcando, fino al 2017, 9 presenze.

## Palmarès
- Campionato svedese: 1

Piteå: 2018